# 손현 (배구 선수)

손현(1982년 8월 9일 ~ )은 대한민국의 배구 선수이다.

## 학력
- 경남여자중학교
- 경남여자고등학교

## 경력
- GS칼텍스 서울 KIXX